# Перитектичка реакција
Перитектичка реакција настаје када реакцијом једне течне и једне чвресте фазе настаје нова чврста фазе (α+L→β). Типичан пример је реакција стварања аустенита у челику: L+δ→γ. На слици 1 су приказане остале могуће реакције три фазе у бинерном систему.